# Municipio de Marlboro (condado de Stark)
El municipio de Marlboro (en inglés: Marlboro Township) es un municipio ubicado en el condado de Stark en el estado estadounidense de Ohio. En el año 2010 tenía una población de 4356 habitantes y una densidad poblacional de 46,09 personas por km².

## Geografía
El municipio de Marlboro se encuentra ubicado en las coordenadas 40°56′39″N 81°14′36″O / 40.94417, -81.24333. Según la Oficina del Censo de los Estados Unidos, el municipio tiene una superficie total de 94.51 km², de la cual 92,94 km² corresponden a tierra firme y (1,66 %) 1,57 km² es agua.

## Demografía
Según el censo de 2010, había 4356 personas residiendo en el municipio de Marlboro. La densidad de población era de 46,09 hab./km². De los 4356 habitantes, el municipio de Marlboro estaba compuesto por el 97,61 % blancos, el 0,51 % eran afroamericanos, el 0,14 % eran amerindios, el 0,53 % eran asiáticos, el 0,37 % eran de otras razas y el 0,85 % eran de una mezcla de razas. Del total de la población el 0,92 % eran hispanos o latinos de cualquier raza.